# Чемпионат России по боксу 2000
Чемпионат России по боксу 2000 года проходил в Самаре с 19 по 26 ноября.

## Медалисты
| Весовая категория | Золото                                   | Серебро                               | Бронза                                                                                       |
| ----------------- | ---------------------------------------- | ------------------------------------- | -------------------------------------------------------------------------------------------- |
| до 48 кг          | Максим Халиков Челябинск                 | Максим Матинин Нижегородская область  | Александр Афанасьев Ульяновская область Сергей Ананьин Иркутская область                     |
| до 51 кг          | Георгий Балакшин Якутия                  | Анатолий Лебедев Хабаровск            | Александр Налбандян Сочи Адель Зайнетдинов Ульяновская область                               |
| до 54 кг          | Андрей Алымов Челябинская область        | Павел Мутушкин Самарская область      | Александр Федоров Чувашия Михаил Михайлов Чувашия                                            |
| до 57 кг          | Алексей Шайдулин Калининградская область | Сергей Пулькевич Хабаровский край     | Сергей Мацкелов Ульяновская область Аслан Велиев Башкортостан                                |
| до 60 кг          | Вячеслав Власов Красноярск               | Марат Нугаев Пермская область         | Алексей Степанов Волгоградская область Андрей Козловский Новосибирская область               |
| до 63,5 кг        | Айдын Гасанов Дагестан                   | Дмитрий Павлюченков Ростов-на-Дону    | Денис Садков Челябинская область Владимир Ильчибаев Ханты-Мансийский автономный округ — Югра |
| до 67 кг          | Владимир Носов Москва                    | Вячеслав Чиков Волгоградская область  | Андрей Михайлов Пермская область Анатолий Шевченко Иркутская область                         |
| до 71 кг          | Владимир Есмейкин Самарская область      | Дэви Гогия Самарская область          | Владимир Степанец Хабаровск Михаил Мыльников Татарстан                                       |
| до 75 кг          | Денис Попов Самарская область            | Андрей Гоголев Нижегородская область  | Владимир Плетнёв Челябинская область Денис Инкин Новосибирская область                       |
| до 81 кг          | Евгений Макаренко Нижневартовск          | Эрик Теймуразов Московская область    | Владимир Федотов Москва Михаил Гала Пермская область                                         |
| до 91 кг          | Александр Поветкин Курская область       | Евгений Архипов Москва                | Зограб Енокян Волгоградская область Александр Путинский Бурятия                              |
| свыше 91 кг       | Игорь Власов Самарская область           | Андрей Кутасеевич Челябинская область | Дмитрий Дягилев Челябинская область Анатолий Жалковский Красноярский край                    |